# 유응규
유응규(庾應圭: 1131년~1175년 9월 22일(음력 9월 6일))는 고려 중기의 문신이다. 본관은 무송이며 자는 빈옥(賓玉)이다. 아우는 유자량(庾資諒: 1150년~1229년)이며, 제수(弟嫂)는 용궁 김씨로, 김존중(金存中)의 딸이다. 성품이 총명하고 얼굴이 매우 아름다워 사람들이 옥(玉)같은 인물이라고 칭찬했다고 한다.

## 생애
1170년 정중부, 이의방 등이 무신정변을 일으켰을 때 금나라에 사신으로 가서 의종이 명종에게 선위(禪位)했다고 전했다.
1173년 김보당의 난이 일어나 무신들이 문신들을 싸그리 죽이려 했을 때 문신들을 변호하여 윤인첨 등의 죽음을 막았다.
1175년 조위총의 난이 일어났을 때 조위총을 설득하여 항복시키려 하였으나 실패하였다.
그리고 그 해에 45세의 나이로 세상을 떠났다.

## 유응규가 등장한 작품
- 《무인시대》 KBS, 2003년~2004년, 배우 : 김준모

## 전기 자료
- 《고려사》 권99, 〈열전〉12, 유응규